# 신동훈 (야구인)
신동훈(申東勳, 1994년 1월 24일 ~ )은 전 KBO 리그 롯데 자이언츠의 투수이자, 현 KBO 리그 SSG 랜더스의 2군 스트렝스코치이다.

## 선수 시절

### LG 트윈스시절
2012년 6라운드(전체 52순위) 지명을 받아 입단했다. 2012년 9월 12일 SK전에서 투수임에도 불구하고 대타로 출전하며 데뷔 첫 경기를 치렀고 경기에서 1타수 무안타를 기록했다. 투수로는 1주일 후인 넥센전에서 첫 등판했다.

### SK 와이번스시절
2015년 7월 24일 당시 LG 트윈스 소속이었던 그와 신재웅, 정의윤과 SK 와이번스 소속이었던 진해수, 임훈, 여건욱의 3:3 트레이드를 통해 이적했다.

### 롯데 자이언츠시절
2019년 11월에 입단하였다. 2020년 10월 8일에 방출됐다.

## 야구선수 은퇴 후
2024년부터 SSG 랜더스의 2군 스트렝스코치로 활동한다.

## 출신 학교
- 서울수유초등학교 (구리리틀)
- 서울 신일중학교
- 서울고등학교

## 통산 기록
| 연도 | 팀명  | 평균자책점 | 경기 | 완투 | 완봉 | 승 | 패 | 세 | 홀 | 승률  | 타자 | 이닝 | 피안타 | 피홈런 | 볼넷 | 사구 | 탈삼진 | 실점 | 자책점 |
| ---- | ----- | ---------- | ---- | ---- | ---- | -- | -- | -- | -- | ----- | ---- | ---- | ------ | ------ | ---- | ---- | ------ | ---- | ------ |
| 2012 | LG    | 2.25       | 3    | 0    | 0    | 0  | 0  | 0  | 0  | -     | 16   | 4    | 1      | 0      | 2    | 1    | 6      | 1    | 1      |
| 2014 | LG    | 3.48       | 5    | 0    | 0    | 1  | 0  | 0  | 0  | 1.000 | 45   | 10.1 | 10     | 0      | 5    | 3    | 4      | 5    | 4      |
| 통산 | 2시즌 | 3.14       | 8    | 0    | 0    | 1  | 0  | 0  | 0  | 1.000 | 61   | 14.1 | 11     | 0      | 7    | 4    | 10     | 6    | 5      |